# Луј Пјер Вјејо
Луј Пјер Вјејо (фр. Louis Pierre Vieillot; Ивето, 10. мај 1748– 24. август 1830, Сотвил ле Руан) био је француски орнитолог.
Први пут је научно описао велики број птица, од којих је значајан део открио на Антилима и Северној Америци. Велики број родова које је описао, њих 77, и данас су важећи. Био је међу првим орнитолозима који су проучували промену перја, и један од првих који је проучувао живе птице.

## Животопис
Вјејо је рођен у Ивету у Горњој Нормандији. Био је на службеном путу на карипском острву Хаити, када је био принуђен да пребегне у САД, након Хаићанске побуне робова за време Француске револуције. У току своје посете, Вјејо је изучувао локалне птице, прикупљајући материјал за касније објављено дело „Природна историја птица Северне Америке” (фр. Histoire naturelle des oiseaux de l'Amérique Septentrionale), чија су прва два тома објављена у Француској 1807.
Вратио се у Француску последњи пут 1798. године, где се запослио у гласилу „Правни билтен” (фр. Bulletin des Lois). Тамо је наставио проучавање птица, па је следеће године, у сарадњи са својим пријатељем Жан Батистом Одбером, издао дело „Природна историја колибрија, јакамара и шећерних птица” (фр. Histoire naturelle et générale des colibris, oiseaux-mouches, jacamars et promerops, 1802), након чега је објавио дело „Природна историја најлепших птица певачица топлог појаса” (фр. Histoire naturelle des plus beaux oiseaux chanteurs de la zone torride, 1806).
У делу „Анализа нових основа орнитологије” (фр. Analyse d'une nouvelle Ornithologie Elémentaire, 1816), Вјејо је изложио свој систем орнитолошке класификације, и направио мање измене свог дела књиге „Нови речник Природне историје” (фр. Nouveau Dictionaire d'Histoire Naturelle, 1816–19). Вјејо је 1820. наставио рад на делу „Енциклопедијско-методичка табела“ (фр. Tableau encyclopédique et méthodique), који је започео Пјер Жозеф Бонатер 1790. На крају живота довршио је дело „Француска орнитологија“ (фр. Ornithologie Française, 1823–30).
Сматра се да је умро у беди у граду Сотвил ле Руан.

## Врсте назване по Вјејоу
У част Вјејоа назван је већи број врста птица, међу којима су Вјејоова брадарка (лат. Lybius vieilloti) и Вјејоова кукавица или порториканска кукавица гуштероловац (лат. Saurothera vieilloti).

## Дела
- фр.  Dufour, Париз 1805.
- фр.  Desray, Париз 1807–1808.
- фр.  d'Éterville, Париз 1816.
- фр.  Торино 1816.
- фр.  Lanoe, Париз 1818.
- фр.  Le Vrault & Rapet Париз, Стразбур, Брисел, 1820–1830.
- фр.  Aillard & Constant-Chantpie, Париз 1822–1825.
- фр.  Pelicier, Париз 1830.